# Zujewka
Zujewka – miasto w Rosji, w obwodzie kirowskim. W 2010 roku liczyło 11 198 mieszkańców.